# Nachal Morsan
Nachal Morsan (hebrejsky: נחל מורסן) je vádí v Dolní Galileji, v severním Izraeli.
Začíná v nadmořské výšce okolo 400 metrů, na severozápadních svazích hory Har ha-Achim v pohoří Harej Jatvat. Směřuje pak postupně se zahlubujícím a převážně odlesněným údolím k severu. Okolí vádí je zemědělsky využíváno (olivové háje). Z východu míjí vrch Har Morsan i město Sachnin a vstupuje do rovinatého údolí Bik'at Sachnin. Zde ústí zleva do vádí Nachal Chilazon.